# Portugizac
Iako ime sugerira porijeklo iz Portugala, vjerojatnije je da potiče iz Austrije.
Riječ je o crvenoj sorti koja često daje dosadna vina, a što je vjerojatno posljedica rane i velike rodnosti. Okus vina podsjeća na jagode, kupine i višnju. Sadrži od 9 do 12% alkohola i uglavnom nije pogodno za čuvanje i starenje. Vino je navodno najbolje za vrijeme alkoholnog vrenja, dakle vrlo mlado...
Od nje se sljubljivanjem pravila poznata mađarska "bikova krv", ali je zamijenjena s frankovkom. 
Ostali nazivi: Blauer Portogieser, Portugalka, Portugizac crni, Oporto, Portugalske modre, Portugiser noir, Antrishien, Portugese nero, Vöslauer, Kékoportó, Feslauer, Badener, Blaue Feslauertraube, Autrichien, Portugieser.

## Vanjske poveznice
- Mali podrum  Arhivirana inačica izvorne stranice od 28. rujna 2007. (Wayback Machine) - Portugizac; hrvatska vina i proizvođači